# Töllsjö församling
Töllsjö församling är en församling i Bollebygds pastorat i Marks och Kinds kontrakt i Göteborgs stift. Församlingen ligger i Bollebygds kommun i Västra Götalands län.

## Administrativ historik
Församlingen har medeltida ursprung.
Församlingen är annexförsamling i Bollebygds pastorat som fram till 1971 även omfattade Björketorps församling.
Namnet skrevs till 1500-talet Tölsreds församling och före 2 februari 1902 Töllesjö församling.

## Kyrkor
- Töllsjö kyrka